# CR天上のランプマスター
CR天上のランプマスター（シーアールてんじょうのランプマスター）は、2010年2月より豊丸産業から発売されたデジパチタイプのパチンコ。

## 概要
「ハマるほどに熱くなる - かつてない面白さ。」というキャッチコピーで登場。「ST」と「リミット」という確率変動による連荘を抑制する二大要素を逆に有効に使い、パチスロの天井のようなスペックを作り上げた。ただし、『CR天井のランプマスター』という表記は誤り。

## 詳しい仕組み
液晶図柄で、図柄揃いの大当たりなら「トレジャーボーナス」（出玉アリの大当たり）、「3」「5」「7」揃いだと出玉ほぼナシの大当たりとなる。
他の一般的な機種とは異なり、通常時の大当たり確率は高確率となっている。この状態での大当たりのうち、89%は出玉も「普通電動役物（電動チューリップ）のサポート」（以降：「電サポ」と表記する）も得ることができない。
逆に、低確率時での大当たりは、確変大当たり、通常大当たり問わずすべて電サポが得られるようになっている。いかに低確率状態になるか、いかに電サポを得られるかが出玉を得る鍵となっている。
以下の3つの条件のいずれか1つでも満たせば、低確率状態確定の「創神モード」に移行する。
- 127回転連続で大当たりの抽選にハズれる
- 通常大当たりを引く
- 14回連続で確変大当たりを引き、リミットに到達する（次の大当たりは必ず通常大当たりとなる）

また、RAMが初期状態時（RAMクリア後）も内部的には低確率状態のため、創神モードと同じ状態となっている（つまり、1回目の当たりで出玉の有無に関わらずトレジャータイム突入が確定）。
トレジャーボーナス終了後、または創神モードでの大当たり終了後は、電サポが働く「トレジャータイム」に突入する。電動チューリップ内にある下始動口での大当たりはすべてトレジャーボーナスであり、出玉を大量に得るチャンスとなっている。
トレジャータイムは基本的に70回転まで継続するが、前回の大当たりが確変大当たりだった場合、トレジャータイム終了後もSTにより高確率状態が127回転目（残り57回転）まで継続する。
なお、トレジャータイムはほぼ内部ST状態の電サポとなっているが、リミット到達等の要因により、内部的に低確率状態となっていることもある。この場合に限り、電サポ抜けしても必ず次の大当たりでトレジャータイムに突入させることができる。
15ラウンド確変大当たりを引いた場合のみ、トレジャータイムは127回転まで継続する。トレジャータイムの127回転で大当たりが引けなかった場合、ST終了により創神モード（＝低確率状態確定）へ移行する。
ただし、非常に稀だが、リミット到達時に15ラウンド確変大当たりを引いてしまった場合、必ず通常大当たりとなるが、図柄揃いの4ラウンド大当たり時と同じくトレジャータイム70回転が付与される（故に、初当たり時や連荘中にこの現象が発生した時点でリミット到達が確定。当然、通常大当り扱いのため、内部低確率状態確定）。
なお、15R大当たり後はいずれの場合でも電サポ抜け後は内部低確率状態確定となるため、即ヤメは厳禁。
トレジャータイムの突入率は1/152.6で、トレジャータイムの継続率は約85%。

## モード、ステージ
本機は、電サポナシ時のモードとトレジャータイム（電サポアリ時）のステージの2つに大きく分かれる。

### モード（電サポナシ時）
通常モードとラビリンスモードにおいて、液晶画面左下には宝石メーターがあり、ラビリンスモードで宝石をゲットすることにより、宝石の色が「白」→「青」→「緑」→「黄」→「赤」→「虹」の6段階に変化する。虹色になれば創神モードに突入する。

#### 通常モード
通常時の基本となるモード。背景は「憩いの街」「灼熱の砂漠」「最果ての遺跡」の3パターンある。

#### ラビリンスモード
迷宮を彷徨うモード。宝石ゲットのチャンス。

#### ナイトミッションモード
前回大当たりからおよそ91回転経過で突入するモード。創神の塔を駆け上がっていく。8図柄（アーブラー）のチャンス目停止により、アーブラーが攻撃を仕掛けてくる。ジェイドがこの攻撃を避ければハズレとなり、ナイトミッションモードが継続する。ジェイドが攻撃を受けるとジェイドが塔から落下する。落下中に空飛ぶじゅうたんに乗ったルビィが助けにくれば、電サポアリの4ラウンド大当たりとなりトレジャータイムに突入する。最終的にジェイドが地面に墜落すると、電サポナシの4ラウンド大当たりとなる。この時、宝石をゲットすることがある。

#### 創神モード
前回大当たりから127回転経過で突入するモード。天上到達となり、このモードで大当たりすると必ずトレジャータイムに突入する。

### トレジャータイムのステージ（電サポアリ時）
トレジャータイムはジェイドステージ、ルビィステージ、フリードステージ、バカンスステージの4つのステージで構成される。ただし、バカンスステージは隠しステージとなっており、トレジャーボーナス20連荘以上するか大当たりラウンド中にボタンを押すことで選択できるようになる。ステージの選択は大当たり演出中に行われる。

#### ジェイドステージ
ジェイドが空飛ぶじゅうたんに乗ってチビ盗賊を追いかけるステージ。先読み予告とバトル演出がメインとなっており、リーチがない。

#### ルビィステージ
ルビィがコンサートを開くステージ。2種類あるステップアップ予告と2種類あるSPリーチがメインとなっている。

#### フリードステージ
一発告知をメインに据えたシンプルなステージ。

#### バカンスステージ
ジェイド達が浜辺でくつろぐ隠しステージ。フリードステージと同じく一発告知メインのステージ。

## 演出

### 予告

#### モード共通
扉背景チェンジ予告
変動開始時に扉が閉まるとステージが移行する。扉の色は青、赤、唐草模様、金の4種類あり、扉の色によって信頼度が異なる。赤でリーチが確定し、唐草模様で信頼度が大幅にアップする。金ならトレジャーボーナスの大当たりが確定する。
チビ魔神アクション予告
背景変化時にチビフリードが何らかのアクションを起こす。前後に移動するとリーチが確定し、ムーンサルトなら信頼度がアップする。
地震予告
変動開始時に地震が発生する。ジェイドが流砂に飲み込まれるとラビリンスモードに移行する。
ステップアップ予告
高速変動中に発生する4段階構成の予告。
- STEP1

チビ盗賊が現れる。チビ盗賊の被り物や服の色が赤なら信頼度がアップし、唐草模様なら信頼度が大幅にアップする。
- STEP2

チビ盗賊が樽か宝箱を運んでくる。樽の色が赤ければ信頼度がアップする。宝箱ならおっかけ演出に発展する。
- STEP3

樽に閉じ込められたルビィを発見して、チビ盗賊とひと悶着を起こす。
- STEP4

チビ盗賊を倒してルビィを救出すると、SPリーチ（スーパーリーチ）が確定する。
セリフ予告
変動開始時にキャラクターのバストアップの影が出現し、ボタンを押すことでセリフとともに影の正体が現れる。キャラクターやセリフの内容で信頼度が変化する。影の正体がフリードなら信頼度が大幅にアップする。
蜃気楼予告
チビフリードが指差しする、指差しした先にアーブラーの蜃気楼があるとリーチが確定し、宝箱山積みの蜃気楼ならSPリーチが確定する。
空見上げ予告
ジェイドが空を見上げる。見上げた先にオウムが3匹通り過ぎるとリーチが確定し、オウムの群が通り過ぎると信頼度が大幅にアップする。
芸人予告
高速変動中にターバンを巻いた芸人が現れ、セリフを叫ぶ。セリフの内容が「好機到来！？」ならリーチが確定し、「魔神覚醒！？」で信頼度が大幅にアップする。また、芸人のターバンの色が赤なら信頼度がアップする。
商人予告
高速変動中に商人が店を開く。商品がジュース：赤なら信頼度がアップし、「激アツ」と書かれたスイカなら信頼度が大幅にアップする。
踊り子予告
高速変動中にルビィが登場する。ルビィのポーズやセリフによって信頼度が変化する。「がんばってね！」でリーチが確定し、「激アツよ！」で信頼度が大幅にアップする。
リーチ扉予告
リーチ発展時に扉が閉まる。扉の色が唐草模様なら信頼度が大幅にアップし、金ならトレジャーボーナスの大当たりが確定する。
水晶予告
高速変動中に占い師が現れる。占い師のセリフや水晶に映し出された映像によって信頼度が変化する。占い師のセリフが「この先…リーチの兆し…」でリーチが確定し、「この先…激アツの兆し…」で信頼度が大幅にアップする。また水晶に映し出された映像が王様：寝ているならリーチが確定し、ジェイドならSPリーチに発展する。創神の塔なら信頼度が大幅にアップする。
群予告
リーチ開始後にキャラクターの群が右から左へ横切る。ラクダ群なら信頼度が大幅にアップし、チビフリード群ならトレジャーボーナスの大当たりが確定する。
デカキャラ予告
リーチ開始後にジェイドかルビィがカットインされる。ルビィなら信頼度が大幅にアップする。
SPリーチ発展予告
SPリーチ発展時にジェイドが「いくぜ！！」と声を上げる。チビフリードが伴っていると信頼度がアップし、さらにルビィが伴っていると信頼度が大幅にアップする。
魔神役物予告
リーチ開始後に液晶画面右の魔神顔役物が咆えれば対決リーチに発展する。魔神の色が赤色に光れば信頼度が大幅にアップする。

#### ラビリンスモード限定
壁画予告
変動開始時に壁画が現れる。壁画に描かれた絵が魔法のランプならリーチが確定し、宝石なら宝石をゲットする。創神の塔なら信頼度が大幅にアップする。
チビ魔神のつぶやき予告
変動開始時にチビフリードがつぶやく。つぶやきの内容によって信頼度が変化する。「あれ～？何かくるよぉ」でリーチが確定し、「激アツゥ！」で信頼度が大幅にアップする。
通過予告
高速変動中にさまざまなキャラクターが通過する。金ヘビや金サソリならトレジャーボーナスの大当たりが確定する。

#### ナイトミッションモード限定
月食ムービー予告
高速変動中に月食のムービーが挿入される。三日月（前回大当たりから100回転経過）、半月（同110回転経過）、満月（同120回転経過）、満月：赤（同127回転経過）の4段階ある。
通過予告
高速変動中にオウムが通過する。黒いオウムだと電サポナシの4ラウンド大当たりの可能性が大きくなる。赤いオウムだと電サポナシ大当たりの可能性が否定される。
セリフ予告
変動開始時、セリフとともに画面下にキャラクターが現れる。アーブラーが登場して「グァハハハ…逃しはせぬ！」のセリフを吐くと、電サポナシの4ラウンド大当たりの可能性が大きくなる。
空見上げ予告
ジェイドが夜空を見上げる。見上げた先の夜空にほうき星が通過すると、電サポナシ大当たりの可能性が否定される。炎隕石が通過すると、信頼度が大幅にアップする。
水晶予告
高速変動中に水晶が現れ、水晶の中に映像が映し出される。占い師が現れれば、電サポナシ大当たりの可能性が否定される。アーブラーが現れても、水晶の中にジェイドが映し出されていなければ電サポナシ大当たりの可能性が否定される。逆にジェイドが映し出されていれば、電サポナシ大当たりの可能性が大きくなる。

#### 創神モード限定
月シルエット予告
月からロック鳥が出現する4段階構成のステップアップ予告。STEP4まで進み、ロック鳥が到来すると出玉ほぼナシの大当たりとなり、トレジャータイムに突入する。
空見上げ予告
ジェイドが夜空を見上げる。見上げた先の夜空にオウムが3匹通り過ぎるとリーチが確定し、オウムの群が通り過ぎると信頼度が大幅にアップする。またロック鳥の白い羽が降ってくるとリーチが確定し、赤い羽が降ってくると信頼度がアップする。虹色の羽ならトレジャーボーナスの大当たりが確定する。
羽根予告
チャンス目停止またはリーチハズレ後に魔神チャンスロゴが可動する。上のランプが回ればロック鳥が現れ、出玉ほぼナシの大当たりとなり、トレジャータイムに突入する。

#### トレジャータイム限定

##### ステージ共通
保留変化予告
保留増加時、液晶画面内の表示によって信頼度が変化する。宝箱なら信頼度がアップし、宝箱：開放なら信頼度が大幅にアップする。

##### ジェイドステージ
ジェイド加速予告
ジェイドが加速してチビ盗賊を追いかける保留先読みの連続予告。連続回数によってセリフが変化する。
爆弾変化予告
ジェイドの投げる爆弾の色で信頼度が変化する。赤で信頼度がアップし、唐草模様で信頼度が大幅にアップする。金ならトレジャーボーナスの大当たりが確定する。

##### ルビィステージ
カンペ予告
変動開始時にチビフリードがカンペを持って現れる。カンペの内容が「激アツ！！」なら信頼度が大幅にアップし、「77%」ならトレジャーボーナスの大当たりが確定する。
トランプ予告
高速変動中にルビィのイラストが描かれたトランプカードが現れる4段階構成のステップアップ予告。STEP2まで進むと信頼度がアップし、最終段階のSTEP3まで進むと信頼度が大幅にアップする。
チビ盗賊ステップアップ予告
高速変動中にチビ盗賊が応援する3段階構成のステップアップ予告。最終段階のSTEP3（チビ盗賊多数）まで進むと信頼度が大幅にアップする。

##### フリードステージ
額ランプ予告
液晶画面右の魔神顔役物の額が発光すると、信頼度が大幅にアップする。

### リーチ
ロングリーチ
背景の色で信頼度が変化する。背景が赤なら信頼度がアップし、緑ならトレジャーボーナスの大当たりが確定する。
盗賊の宴リーチ
宝を奪い返すために宴を開いているチビ盗賊を襲撃する2段階のSPリーチ。第1段階のラストで一番手前の倒れそうなチビ盗賊が踏ん張れば第2段階に発展する。このチビ盗賊の被り物や服の色が赤なら信頼度がアップし、唐草模様なら信頼度が大幅にアップする。また第2段階でチビ盗賊が吹き飛んでいれば信頼度がアップする。
ルビィリーチ
ルビィが夜空の下で歌を歌うSPリーチ。BGMと歌詞がいつもと違っていれば信頼度がアップする。また青い星が現れると信頼度がアップし、赤い星が現れると信頼度が大幅にアップする。流れ星やルビィの顔がカットインされた場合も信頼度が大幅にアップする。
ジェイドリーチ
チビ盗賊の妨害を潜り抜けて宝箱をゲットする2段階のSPリーチ。第1段階のラストでジェイドがのしかかったチビ盗賊を跳ね返せば第2段階に発展する。このときのしかかったチビ盗賊のうち、中央のチビ盗賊の被り物や服の色が赤なら信頼度がアップし、唐草模様なら信頼度が大幅にアップする。第1段階で背景の壺の色が赤なら信頼度がアップし、唐草模様なら信頼度が大幅にアップする。
対決リーチ
氷魔神リィズからルビィを救い出す信頼度の高いSPリーチ。セリフの文字の色が赤い、ルビィがスカートを押さえる、カットインの枠の色が赤ならそれぞれ信頼度が大幅にアップする。
全回転リーチ
15ラウンド確変大当たり（トレジャータイム127回転）が確定するSPリーチ。

#### トレジャータイム限定

##### ジェイドステージ
敵魔神対決リーチ
ジェイドの前に敵魔神が出現する。敵魔神を倒せば、トレジャーボーナスの大当たりとなる。敵魔人はリィズ、ベイク、カーマの3種類あり、ベイクかカーマだと信頼度が大幅にアップする。液晶図柄自体はテンパイしないので、正確にはリーチとはいえない。

##### ルビィステージ
MCリーチ → MCロングリーチ
ルビィがMCを務めるSPリーチ。ルビィが大当たりを告知すれば、トレジャーボーナスの大当たりとなる。感涙しているチビ盗賊がカットインされると信頼度が大幅にアップする。
ペンライトリーチ
観客のチビ盗賊がペンライトを持って図柄を作るSPリーチ。最終的にリーチ図柄を形作れば、トレジャーボーナスの大当たりとなる。

##### フリードステージ
追っかけリーチ
左右図柄が雷鳴とともに中央図柄を追いかけるSPリーチ。

### その他
おっかけ演出
通常モードのステップアップ予告STEP2でチビ盗賊が宝箱を運んできた際や、ラビリンスモードで迫りくる巨大岩石が現れた際に発展する演出。チビ盗賊を倒したり、巨大岩石を止めれば成功。魔神チャンスとVの2種類あり、Vならトレジャーボーナスの大当たりとなる。
ルーレットチャンス
高速変動中に突然ルーレットが現れる演出。ジェイド、ルビィ、チビフリードの3パターンある。ルーレットの目は「×」（ハズレ）、魔神チャンス、対決、Vの4種類あり、対決なら対決リーチに発展し、Vならトレジャーボーナスの大当たりとなる。

## スペック

### CR 天上のランプマスター S128
- 大当たり（特別電動役物（アタッカー）の開放）
  - （低確率）：1/49.6
  - （高確率）：1/39.5
- 小当たり（普通電動役物（電動チューリップ）の開放）
  - （低確率）：1/65521
  - （高確率）：65520/65521
- 賞球数：14（大入賞口） & 10（普通入賞口） & 3（上始動口、下始動口）
- ラウンド（大当たり1回あたりの、特別電動役物の開放回数）：4ラウンド or 15ラウンド
- カウント（特別電動役物の開放1回あたりの、概ねの入賞個数）：8カウント
- 大当たりの確変割合：97/100（97%、ST127回転）
- リミット：一度の確率変動（ST）中の連続大当りは15回まで（確率変動突入の起点となる大当りから数えて14回連続で確変大当り当選で、次回、15回目の大当りは振り分けに関係なく必ず通常大当りとなる。ただし、本機は通常振り分け有りのST機となっており、確変突入後、リミット到達前に規定回転数の消化または大当り時に通常の振り分けを引くと確変は終了し、リミットは一度リセットされる）。
- 大当たりの内訳
  - （上始動口・大当たり確率が低確率時）
    - 15ラウンド確変・電サポ127回転 ⇒ 2%
    - 4ラウンド確変（出玉アリ）・電サポ70回転 ⇒ 9%
    - 4ラウンド確変（出玉ほぼナシ）・電サポ70回転 ⇒ 86%
    - 4ラウンド通常（出玉ほぼナシ）・時短70回転 ⇒ 3%

  - （上始動口・大当たり確率が高確率で電サポがある時）
    - 15ラウンド確変・電サポ127回転 （リミット到達時は通常、電サポ70回転）⇒ 2%
    - 4ラウンド確変（出玉アリ、リミット到達時は通常）・電サポ70回転 ⇒ 9%
    - 4ラウンド確変（出玉ほぼナシ、リミット到達時は通常）・電サポ70回転 ⇒ 86%
    - 4ラウンド通常（出玉ほぼナシ）・時短70回転 ⇒ 3%

  - （上始動口・大当たり確率が高確率で電サポがない時）
    - 15ラウンド確変・電サポ127回転 （リミット到達時は通常、電サポ70回転）⇒ 2%
    - 4ラウンド確変（出玉アリ、リミット到達時は通常）・電サポ70回転 ⇒ 9%
    - 4ラウンド確変（出玉ほぼナシ、リミット到達時は通常）・電サポナシ ⇒ 86%
    - 4ラウンド通常（出玉ほぼナシ）・時短ナシ ⇒ 3%

  - （下始動口（状態問わず））
    - 15ラウンド確変・電サポ127回転 （リミット到達時は通常、電サポ70回転）⇒ 2%
    - 4ラウンド確変（出玉アリ、リミット到達時は通常）・電サポ70回転 ⇒ 95%
    - 4ラウンド通常（出玉アリ）・時短70回転 ⇒ 3%
- 時短（小当たりのみ高確率状態）：非電サポ中の図柄揃い大当りまたは創神モード（内部低確率かつ非電サポ中）滞在中の大当り、もしくはトレジャータイム（内部低確率orST中かつ電サポ作動状態）中の大当り（電チュー残保留での大当り及び通常時の電チュー入賞による大当りもこれに含む）終了後に70回転。

ただし、電サポ70回転中はほぼ内部ST状態となっている（電サポ終了後も規定回転数までは内部ST状態は継続）が、リミット到達時と通常振り分けを引いた時のみ内部低確率状態確定。
なお、基本的にはリミット非到達時の15R大当り後は電サポ127回転かつ内部ST状態確定だが、もし15R大当り後に付与される電サポが70回転だった場合に限り、その大当りでリミットに到達していたことが確定（即ち、通常大当り確定=大当り後の内部低確率状態が確定）する。
- 普通図柄の変動時間
  - 低確率（小当たり）時：8.0秒
  - 高確率（小当たり）時：0.5秒
- 小当たり1回あたりの、普通電動役物の開放時間及び回数
  - 低確率（小当たり）時：0.2秒×1回
  - 高確率（小当たり）時：1.9秒×3回